# Cuota de bolsillo
La cuota de bolsillo es una forma de análisis utilizada en gestión de empresa que ayuda a los directivos a entender el volumen de negocio que una compañía consigue de determinados clientes .
Otra definición común es la siguiente: la cuota de bolsillo es el porcentaje (cuota) de los gastos de un cliente (de bolsillo) en un determinado producto que va a la empresa que vende dicho producto. Diferentes empresas luchan por la cuota de bolsillo que obtienen de un cliente, intentando conseguir tanta como sea posible. Habitualmente, estas empresas no venden el mismo producto sino uno alternativo o complementario.
La cuota de bolsillo es generalmente utilizado en finanzas y el sector bancario para describir participación que tienen en un cliente. Una cuota creciente en un cliente es una consideración clave para incrementar el valor del ciclo de vida del mismo. La razón es que retener y hacer crecer a los clientes propios resulta más barato que adquirir clientes nuevos.
La Asesoría Forte lo define de este modo:

El porcentaje del gasto de un cliente que se realiza con una compañía dada sobre un periodo dado de tiempo. Para un detallista de gasolina, por ejemplo, es el número  de veces que un cliente dado rellena el tanque de su coche a lo largo de un mes en sus  propios surtidores dividido por el número total de veces que el mismo cliente rellena el tanque de gasolina en dicho mes. Así que un cliente que rellena su tanque cuatro veces en un mes y tres de ellas lo hace en la gasolinera de dicho detallista, le está dando un 75% de cuota de bolsillo.